# Nových sedm divů přírody

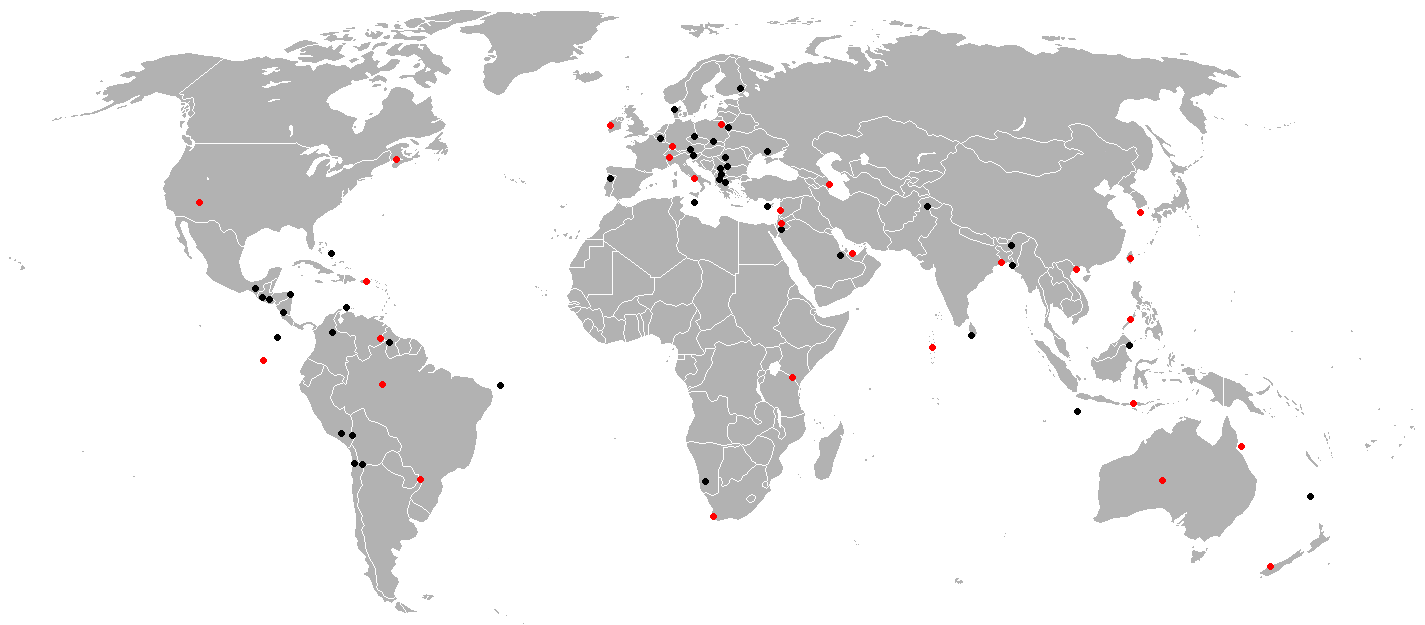
Mapa s polohou 28 finalistů (červené tečky) a dalších 43 kandidátů (černé tečky)

Nových sedm divů přírody (anglicky New7Wonders of Nature) byla iniciativa probíhající mezi lety 2007–2011, jejímž cílem bylo vyhlásit sedm divů přírody na základě celosvětového hlasování. Anketu inicioval švýcarsko-kanadský dobrodruh Bernard Weber a navazovala na předchozí anketu o vyhlášení sedmi nových divů světa. Seznam byl vyhlášen 11. listopadu 2011.

## Seznam nových divů přírody
| Místo                          | Země                                                                                         | Obrázek |
| ------------------------------ | -------------------------------------------------------------------------------------------- | ------- |
| Amazonský prales a Amazonka    | Bolívie Brazílie Kolumbie Ekvádor Francie (Francouzská Guyana) Guyana Peru Surinam Venezuela |         |
| Ha Long                        | Vietnam                                                                                      |         |
| Vodopády Iguaçu (národní park) | Argentina Brazílie                                                                           |         |
| Ostrov Čedžu                   | Jižní Korea                                                                                  |         |
| Ostrov Komodo (národní park)   | Indonésie                                                                                    |         |
| Podzemní řeka Puerto-Princesa  | Filipíny                                                                                     |         |
| Stolová hora (národní park)    | Jižní Afrika                                                                                 |         |